# Franz Rottland
Franz Rottland (* 4. Dezember 1934 in Gelsenkirchen; † 4. August 2014) war ein deutscher Afrikanist, der vor allem zu nilosaharanischen Sprachen forschte. Er war von 1982 bis 1998 Professor für Afrikanistik an der Universität Bayreuth.

## Leben
Der Sohn eines Drogisten legte 1955 am Stiftischen Gymnasium in Düren das Abitur ab und studierte an der Universität zu Köln Germanistik und Anglistik. 1961 bestand er das Staatsexamen für das Höhere Lehramt. Rottland absolvierte das Referendariat in Yorkshire (England) und in Stolberg bei Aachen und wurde nach dem Zweiten Staatsexamen Studienassessor am staatlichen Studienkolleg der Rheinisch-Westfälischen Technischen Hochschule (RWTH) Aachen.
Im Auftrag des Deutschen Akademischen Austauschdienstes (DAAD) ging Rottland 1965 als Deutschlektor an die katholische Université Lovanium im damaligen Léopoldville (1966 umbenannt in Kinshasa) in der Demokratischen Republik Kongo. Seine erste Frau Margit begleitete ihn, die beiden Söhne wurden in Kinshasa geboren. In dieser Zeit wandte sich Rottland der Afrikanistik zu und absolvierte ein Graduiertenstudium (Certificat d'Études Africaines). Während des jährlichen Heimaturlaubs arbeitete er am Königlichen Museum für Zentral-Afrika in Tervuren bei Brüssel bei seinem Doktorvater, dem belgischen Bantuisten A. E. Meeussen. Mit dessen Betreuung verfasste Rottland eine Dissertation über Die Verbformen des Yanzi, eine Bantusprache, die im Westen der Demokratischen Republik Kongo gesprochen wird. Damit wurde Rottland 1970 an der Universität Leiden promoviert.
Anschließend übernahm er eine Stelle als Lecturer an der sprachwissenschaftlichen Abteilung der Makerere-Universität in Kampala (Uganda). Angesichts der zunehmend unsicheren Lage während der Diktatur Idi Amins in Uganda kehrte Rottmann 1973 mit seiner Familie nach Deutschland zurück und wurde wissenschaftlicher Assistent (bei Oswin Köhler) am Institut für Afrikanistik der Universität zu Köln. Mit einer Schrift über Die südnilotischen Sprachen habilitierte er sich 1979 in Köln.
Anschließend lehrte er, erneut durch Vermittlung des DAAD, drei Jahre als Senior Lecturer an der Universität Nairobi in Kenia. Dort hatte er außerdem Gelegenheit zur Erforschung der Sprachen Okiek (südnilotisch), Dahalo (kuschitisch) und Shinasha (omotisch). Nach Deutschland zurückgekehrt, wurde er 1982 auf den neu geschaffenen Lehrstuhl für Afrikanistik II (schwerpunktmäßig den nilo-saharanischen und Khoisansprachen gewidmet) an der Universität Bayreuth berufen. Diesen hatte er bis zu seiner, auf eigenen Wunsch vorgezogenen, Pensionierung 1998 inne.
Anschließend zog er mit seiner zweiten Frau Christine ins kenianische Tiwi, wo sie den Unterstützungsverein Asante e.V. gründeten, der Kindern und Jugendlichen die ungestörte Schulausbildung ermöglicht. Aufgrund einer Erkrankung Rottlands kehrte das Paar 2009 nach Deutschland zurück. Er starb 2014 im Alter von 79 Jahren und wurde im alten Ehrenfelder Teil des Kölner Melaten-Friedhofs beigesetzt.

## Schriften (Auswahl)
- Die südnilotischen Sprachen. Beschreibung, Vergleichung und Rekonstruktion. Berlin 1982, ISBN 3-496-00161-5.
- als Herausgeber mit Rainer Voßen: Afrikanische Wildbeuter. Internationales Symposion, Sankt Augustin, Januar 3–5, 1985 Tagungsberichte. African hunter gatherers. Hamburg 1986, ISBN 3-87118-761-5.
- als Herausgeber: Festschrift zum 60. Geburtstag von Carl F. Hoffmann. Hamburg 1986, ISBN 3-87118-822-0.
- als Herausgeber mit Lucia N. Omondi: Proceedings of the 3. Nilo-Saharan Linguistics Colloquium. Kisumu, Kenya, August 4–9, 1986. Hamburg 1991, ISBN 3-87548-001-5.